# Jean Bertot
Pour les articles homonymes, voir Bertot.
Œuvres principales
- La France en bicyclette (1894)
- L'Invisible aimée (1900)
- En allant vers l'ombre (1907)

Jean Bertot, né le 4 juillet 1856 à Bayeux, et mort le 26 novembre 1934 à Lisieux, est un architecte, écrivain, poète, journaliste et chansonnier français. Il exerce ses talents artistiques dans de nombreux domaines, rayonnant à partir de Paris et de la Normandie.

## Biographie
Jean Auguste Bertot est né le vendredi 4 juillet 1856 à Bayeux, au domicile de ses parents rue de la Chaîne. Son père, Michel Auguste Bertot, est pharmacien. Sa mère s'appelle Jeanne Louise Doré.
À plus de cinquante ans, Jean Bertot se marie le 4 juin 1908, à Paris (XVe arrondissement), avec Claudine Pierrette Anaïs Gudin.
Il effectue sa scolarité au collège de Bayeux et suit des études aux Beaux-Arts, section architecture. Il exerce sa profession d'architecte à Paris, où il habite successivement au no 8 de l'avenue du Maine puis au no 54 de l'avenue de Breteuil.
Jean Bertot entre en 1887 au sein de la société artistique et littéraire La Pomme (Paris), et en est le secrétaire général en 1904. Il est également président de la société Le Caveau.
Initié par un ami, Jean Bertot devient un adepte passionné du vélocipède. En août 1893, il parcourt la France, de Paris à Marseille, et en tire un récit : La France en bicyclette. Étapes d'un touriste. De Paris à Grenoble et à Marseille. Ce livre est souvent cité parmi les références de la littérature de voyage. Il est réédité en 2010. Par ailleurs, Jean Bertot écrit une série de Guides du cycliste en France, en 12 volumes illustrés de très nombreuses cartes-itinéraires et cartes générales. Les guides décrivent plusieurs itinéraires partant de Paris vers les principales régions de France, ainsi que un tour des côtes de France et les plus belles excursions des environs de Paris. Le volume de Paris à Toulouse et aux Pyrénées propose une traversée des Pyrénées, qui préfigure les étapes mythiques du Tour de France, avec des passages, entre autres, aux cols de Peyresourde, Aspin et Tourmalet. En 1896, chaque volume est vendu 3 fr. La rédaction et l'administration est assurée par l'éditeur G. Boudet, la vente par l'éditeur Ch. Mendel. 
En septembre 1901, il s'embarque à bord du paquebot Sénégal, des Messageries maritimes à Marseille, pour une croisière, organisée par la Revue générale des sciences, qui devait mener les 174 passagers jusqu'à Jérusalem. La découverte, le lendemain, d'un cas de peste à bord contraint les voyageurs au retour et à une quarantaine dans le lazaret des îles du Frioul durant une semaine. Cet incident eut des répercussions publiques à cause de la notoriété de certains passagers, parmi lesquels Raymond Poincaré (ancien ministre des Finances) et de nombreuses personnalités scientifiques. Jean Bertot en tire un récit, publié en 1902, Au lazaret. Souvenirs d'une quarantaine.

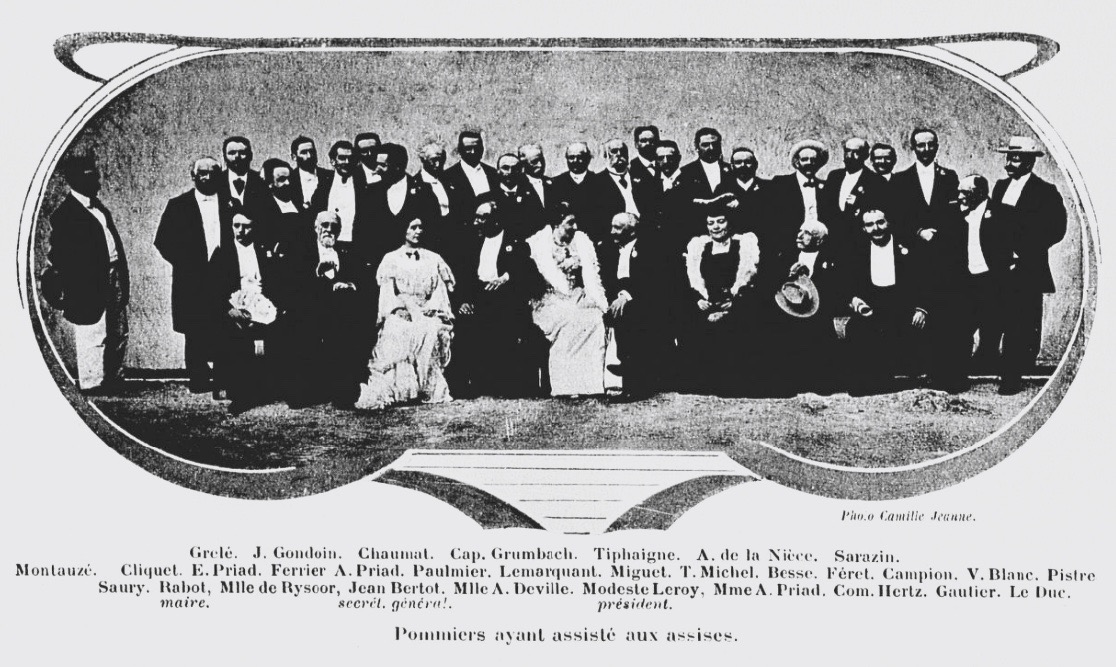
Société littéraire et artistique La Pomme, 1904.

Jean Bertot vient au journalisme après-guerre. Il est directeur du journal Le Finistère qu'il quitte en 1919 pour devenir rédacteur en chef du Lexovien, appelé à cette charge par M. Morière.
Secrétaire de l'Association amicale du Calvados à Paris. Il meurt à Lisieux le 26 novembre 1934

## Œuvres

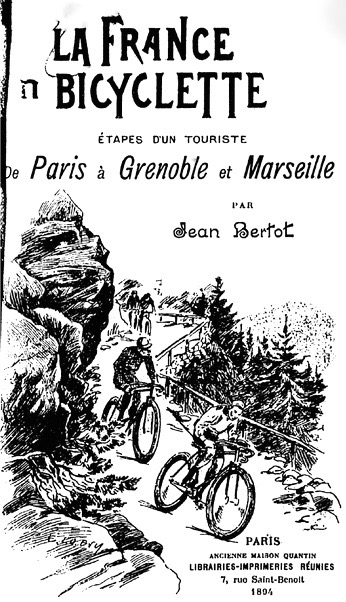
Jean Bertot, La France en bicyclette, 1894.

- 1887 : Le Calvados au salon de 1887, Paris, éd. C. Marpon et E. Flammarion.
- 1888 : Le Calvados au salon de 1888, Paris, impr. de G. Chamerot.
- 1894 : La France en bicyclette, Paris, Librairies-imprimeries-réunies.
- 1894-1896 : Guides du cycliste en France, en 12 volumes, Paris, éd. G. Boudet / Ch. Mendel, 1896
- 1898 : Fontainebleau. La ville, le palais, la forêt, Paris, Neurdein.
- 1899 : Les Invalides, Paris, Neurdein.
- 1900 : L'Invisible aimée, suivi de Contes guerriers, Paris, 1900.
- 1902 : Au Lazaret, souvenirs de quarantaine, Tours, 1902[13].
- 1906 : La fille du serpent, Annuaire-Almanach du Lexovien[14].
- 1907 : En allant vers l'ombre. Poésies, préface de Mme Amel, Paris, éd. A. Lemerre.
- 1914 : Dix comédies, Paris, éd. Librairie Saint-Sulpice.
- 1928 : Étude sur Frédéric Le Guyader, in L'ère bretonne de Frédéric Le Guyader.